# Römisches Museum Augsburg

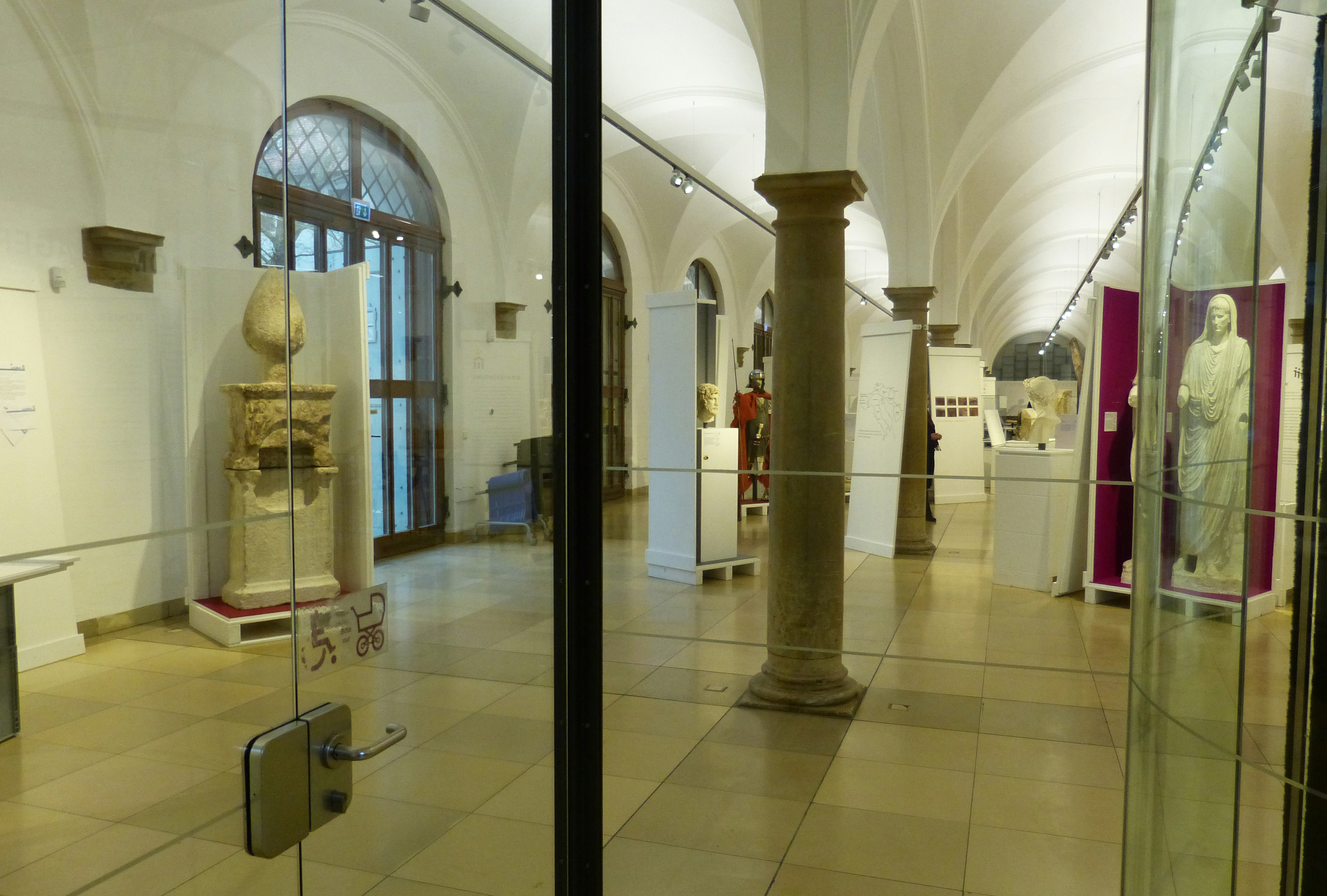
Die Übergangsausstellung in der Toskanischen Säulenhalle im Zeughaus (2016)

Das Römische Museum Augsburg beinhaltet eine Sammlung verschiedener Epochen mit dem Schwerpunkt in der Römerzeit. Es befand sich bis 2012 in den Räumen der ehemaligen Dominikanerkirche. Aufgrund statischer Probleme musste die Ausstellung dort geschlossen werden. Übergangsweise werden die Exponate seit Mitte 2015 in der Toskanischen Säulenhalle des Augsburger Zeughauses präsentiert.

## Geschichte

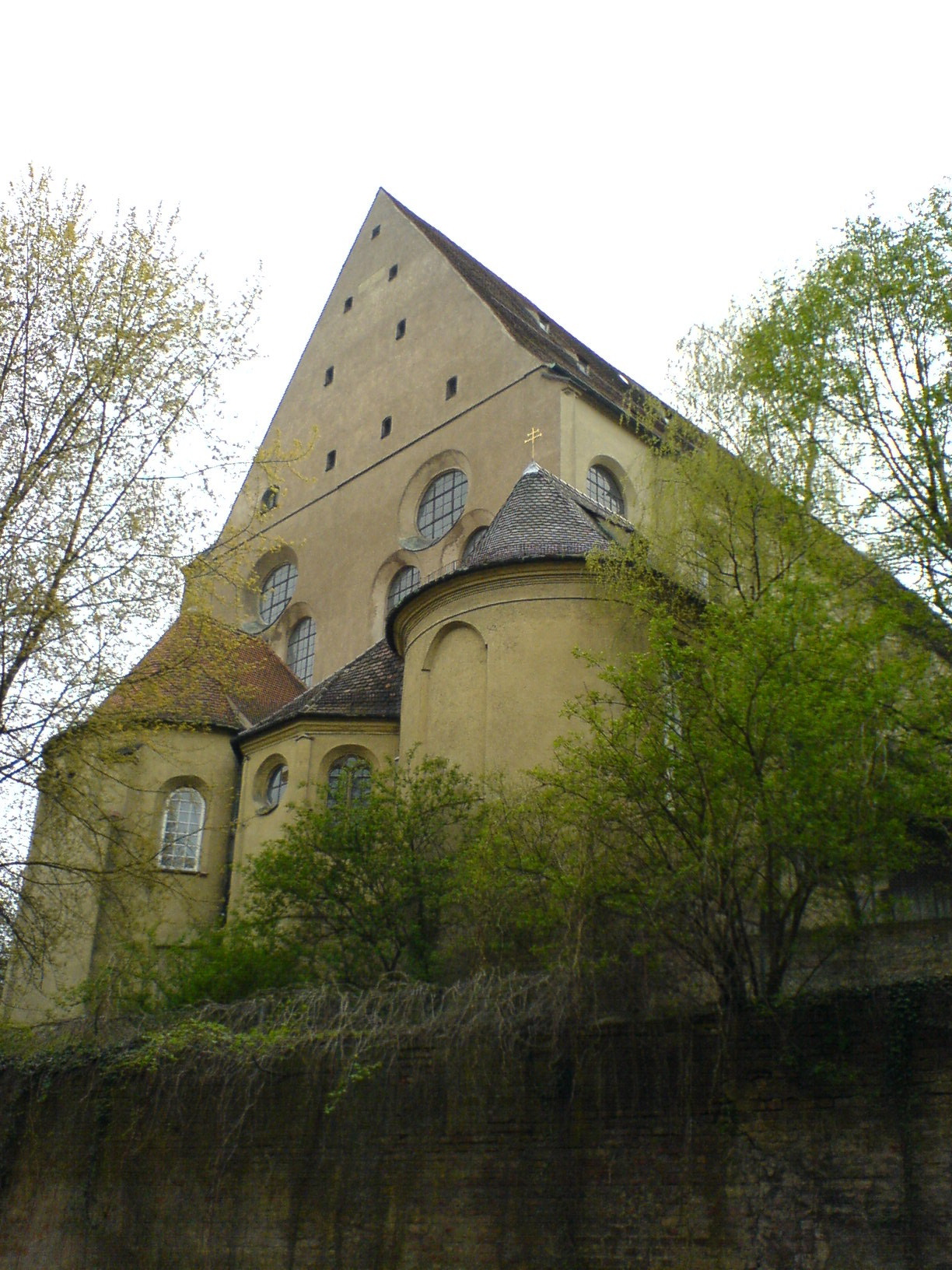
Blick vom Vorderen Lech auf die Rückseite der ehemaligen Dominikanerkirche (2006)

Das Museum war von 1966 bis Mitte 2012 in den Räumen der ehemaligen Dominikanerkirche (erbaut 1513 bis 1515) untergebracht, einem Baudenkmal in Augsburg. Den Ursprung des Museums bildete das Antiquarium Romanum, eine von Konrad Peutinger begründete Sammlung römischer Steindenkmäler.
In der Dominikanerkirche wurden archäologische Funde aus Augsburg und Umgebung von der Steinzeit über die Bronzezeit bis zur Spätantike und dem frühen Mittelalter präsentiert. Das Schwergewicht lag jedoch auf Objekten aus der Zeit der römischen Provinzhauptstadt Augusta Vindelicum, wohl unter Kaiser Trajan zum Ende des 1. Jahrhunderts.
Wichtige Exponate waren unter anderem ein Weihefund aus Unterglauheim mit Bronzegeschirr und Goldbechern der Bronzezeit, das Grabinventar eines der ältesten Wagengräber Mitteleuropas aus der Hallstattzeit. Aus römischer Zeit eine umfangreiche Sammlung Steindenkmäler mit Darstellungen zum Alltagsleben: der Darstellung einer Wollballenverschnürung, einer Weinverkaufsszene, Steinreliefs mit Transportdarstellungen von Lastenträgern und Ochsenkarren. Weiterhin der Augsburger Siegesaltar von 260 n. Chr., und ein komplettes Faksimile der Tabula Peutingeriana, der mittelalterlichen Kopie einer römischen Straßenkarte. Hinzu kamen Nachweise des frühen Christentums („Adam-und-Eva-Glasschale“ Anfang/Mitte des 4. Jahrhunderts, Goldblattkreuze). Die Dauerausstellung wurde durch wechselnde Ausstellungen und museumspädagogische Aktionen ergänzt.

## Gegenwart
Im Dezember 2012 wurde das Museum in der Dominikanerkirche aufgrund von statischen Problemen des Fußbodens für den Publikumsverkehr geschlossen. Vorher war bereits eine Teilsperrung für Gruppen und von bestimmten Bereichen erfolgt. Die 1800 Einzelexponate aus den Vitrinen und die Steindenkmäler wurden ins Depot transportiert. Auf insgesamt 1000 m² wurde der komplette Boden entnommen. Der zunächst für Mitte 2013 vorgesehene Termin der Wiedereröffnung wurde im Jahr 2013 auf 2017 verschoben. Unter dem Boden wurden Grüfte gefunden, die sich wahrscheinlich auf zwei Ebenen befinden. Mitte 2014 wurde berichtet, dass die Stadt Augsburg nicht mit einer Sanierung begnügen wolle, sondern einem Neukonzept samt Erweiterung den Vorzug gebe, gemäß dem das neue Römische Museum voraussichtlich frühestens 2022 eröffnet werden könne. Bis 2022 waren jedoch weder ein solches Konzept erstellt, noch eine Neubauplanung angegangen, während ein Abschluss der Sanierungsarbeiten in der Dominikanerkirche nicht absehbar war. Ein möglicher Neubau am Predigerberg nahe des alten Standorts ist umstritten. Ende 2023 wurde berichtet, dass die Exponate 2028 in Zusammenarbeit mit der Archäologischen Staatssammlung im Rahmen einer landesweiten Römerausstellung gezeigt werden sollen, und dass anschließend darauf aufbauend eine dauerhafte Lösung für ein Römermuseum in Augsburg entwickelt werden könne, sofern „der politische Wille Wirklichkeit“ werde.
Seit dem 26. Juni 2015 werden die Exponate übergangsweise in der Toskanischen Säulenhalle des Zeughauses präsentiert; die neue Ausstellung mit dem Titel „Römerlager. Das römische Augsburg in Kisten“ zeigt auch Fundstücke, die in der Dominikanerkirche noch nicht zu sehen waren, wie etwa eine hölzerne Schiffslände aus dem Lechkies und Edelsteingemmen mit eingravierten Miniaturen.